# Pencak silat nos Jogos Asiáticos em Recinto Coberto de 2009
As competições de Pencak Silat nos Jogos Asiáticos em Recinto Coberto de 2009 ocorreram entre 2 e 7 de novembro. Quinze eventos foram disputados.

## Calendário
| Outubro/Novembro | 28 | 29 | 30 | 31 | 1 | 2 | 3 | 4 | 5 | 6 | 7  | 8 | Finais |
| ---------------- | -- | -- | -- | -- | - | - | - | - | - | - | -- | - | ------ |
| Pencak Silat     |    |    |    |    |   |   |   |   | 3 |   | 12 |   | 15     |

## Quadro de medalhas
| Ordem | País        | Medalha de ouro | Medalha de prata | Medalha de bronze |    |
| ----- | ----------- | --------------- | ---------------- | ----------------- | -- |
| 1     | Vietname    | 7               | 2                | 1                 | 10 |
| 2     | Indonésia   | 3               | 2                | 2                 | 7  |
| 3     | Malásia     | 2               | 1                | 5                 | 8  |
| 4     | Singapura   | 1               | 4                | 2                 | 7  |
| 5     | Tailândia   | 1               | 3                | 2                 | 6  |
| 6     | Laos        | 1               |                  | 4                 | 5  |
| 7     | Irã         |                 | 2                | 1                 | 3  |
| 8     | Brunei      |                 | 1                | 5                 | 6  |
| 9     | Uzbequistão |                 |                  | 2                 | 2  |
| TOTAL | TOTAL       | 15              | 15               | 24                | 54 |

## Medalhistas
Masculino
| Evento              | Ouro                                      | Prata                                     | Bronze                                                                         |
| Classe B (50–55 kg) | THA Tailândia Nanthachai Khansakorn       | VIE Vietnã Van Toan Tran                  | MAS Malásia Muhammad Faizul Nasir LAO Laos Okhe Botsavang                      |
| Classe C (55–60 kg) | VIE Vietnã Ba Trinh Nguyen                | INA Indonésia Agus Triyono                | MAS Malásia Amir Ikram Rahim LAO Laos Thitsaphone Khamphithoun                 |
| Classe D (60–65 kg) | INA Indonésia Muhammad Sodik              | IRI Irã Saeid Salehi                      | SIN Singapura Mohd Saifullah Mohd Julaimi BRU Brunei Khuzaiman Ahmad           |
| Classe E (65–70 kg) | MAS Malásia Mohd Al Jufferi Jamari        | SIN Singapura Mohd Saifuddin Mohd Julaimi | THA Tailândia Sanchai Chomphuphuang UZB Uzbequistão Fakhriddin Shermukhammedov |
| Classe F (70–75 kg) | INA Indonésia Mulyono Mulyono             | IRI Irã Masoud Ghyasifar                  | BRU Brunei Pg Khairul Bahri Pg Ali Umar VIE Vietnã Cong Son Dinh               |
| Classe G (75–80 kg) | VIE Vietnã The Hoang Vu                   | SIN Singapura Muhammad Shakir Juanda      | IRI Irã Mahdi Ahadzadeh Zanjani BRU Brunei Freddy Ashrul Choo Abdullah         |
| Classe H (80–85 kg) | VIE Vietnã Thanh Quyen Nguyen             | SIN Singapura Mohd Nur Shafiq Mohd Saiful | MAS Malásia Azrul Abdullah LAO Laos Pheumthavy Vongphackdy                     |
| Tunggal             | MAS Malásia Ahmad Saiful Lubis Shamsuddin | VIE Vietnã Viet Anh Nguyen                | BRU Brunei Haji Md Khairul Bahrin Haji Duraman                                 |

Feminino
| Evento              | Ouro                                  | Prata                                | Bronze                                                                        |
| Classe A (45–50 kg) | LAO Laos Boutsady Soudavong           | SIN Singapura Nurindah Mursani       | Nenhuma                                                                       |
| Classe B (50–55 kg) | VIE Vietnã Thi Thu Hong Huynh         | MAS Malásia Mahani Bakri             | INA Indonésia Rosmayani Rosmayani SIN Singapura Nur Dinniyati Mohamad Julaimi |
| Classe C (55–60 kg) | INA Indonésia Anissa Pangestina       | THA Tailândia Jutarat Noytapa        | BRU Brunei Siti Zuliza Omar LAO Laos Bouaphay Vongkhamsone                    |
| Classe D (60–65 kg) | VIE Vietnã Thi Phuong Thuy Nguyen     | THA Tailândia Jongdee Hemkaeo        | MAS Malásia Siti Rahmah Mohamed Nasir UZB Uzbequistão Nadira Kazakova         |
| Classe E (65–70 kg) | VIE Vietnã Ngoan Le Thi Hong          | THA Tailândia Monruthai Bangsalad    | INA Indonésia Puspa Endah                                                     |
| Tunggal             | SIN Singapura Rabiatul Adawiyah Yusak | INA Indonésia Ni Luh Putu Spyanawati | THA Tailândia Nurama Chedo                                                    |
| Regu                | VIE Vietnã                            | BRU Brunei                           | MAS Malásia                                                                   |